# Partido Nacionalista (Chile)
Partido Nacionalista —previamente llamado Unión Nacionalista— fue un partido político chileno que existió entre 1914 y 1920, formado por un conjunto de intelectuales desilusionados de las luchas partidarias, la discusión de viejas rencillas doctrinarias y la esterilidad de la función pública de los poderes ejecutivo y legislativo en resolver los problemas sociales y económicos del país. Muchos de ellos habían partido de alguna forma en los partidos liberal y conservador de la época.

## Historia
Con respecto al nombre del Partido (o Unión) y su fecha de creación no hay una gran claridad. En ciertas fuentes se nombra a una Unión Nacionalista, creada en 1913, que correspondería al Partido Nacionalista, nombre por el cual es más conocido. Otras fuentes citan como año de fundación 1914 o 1915.
Sus principales integrantes fueron Alberto Edwards Vives, Francisco Antonio Encina, Luis Galdames, Tancredo Pinochet y Guillermo Subercaseaux. Subercaseaux escribió el folleto Los ideales nacionalistas ante el doctrinarismo de nuestros partidos políticos históricos (1918) que resume las ideas centrales del partido. Muchos de ellos habían esbozado previamente críticas y plan de acción, como Encina en Nuestra Inferioridad Económica y La educación económica y el liceo (ambos de 1912).
La propuesta pragmática era la instauración de un Estado fuerte inspirado en el Estado portaliano, mediante un gobierno promoviera una mayor intervención del Estado en la actividad económica nacional, o sea, un abandono del laissez-faire de la época; protección de la industria nacional; nacionalización de los recursos naturales y de la banca; separación de la Iglesia y el Estado; reformas sociales para mejorar las condiciones de vida de los chilenos de estratos medio y bajo; y el cambio de orientación de la educación hacia una enseñanza técnica y mayor énfasis en los valores nacionales.
Si bien el partido no fue un éxito en su momento en términos de cambiar los programas de los partidos tradicionales o de tener influencia electoral importante —salvo la elección de Subercaseaux como diputado en 1915-1918—, marcó el surgimiento de una crítica nacionalista de la sociedad chilena de ese momento. Sus ideas tuvieron influencia sobre la juventud militar que condujo los movimientos revolucionarios de 1924 y 1925, y durante el gobierno de Ibáñez (1927-1931).